# Austrothaumalea halteralis
Austrothaumalea halteralis är en tvåvingeart som beskrevs av Edwards 1930. Austrothaumalea halteralis ingår i släktet Austrothaumalea och familjen mätarmyggor. Inga underarter finns listade.